# Madame du Deffand
Marie de Vichy-Chamrond, marquesa du Deffand (25 de septiembre de 1697-23 de agosto de 1780), fue una mujer de letras, salonnière y epistológrafa francesa cuyo salón fue uno de los principales lugares de encuentro de los enciclopedistas.

## Biografía
Nació en el château de Chamrond, en el seno de una familia borgoñona, noble pero poco adinerada, y fue educada en un convento benedictino de París, donde destacó por su irreligión hasta el punto de que la abadesa mandó llamar al obispo Massillon para que la convirtiera, quien, sin embargo, quedó encantado con la jovencita, a la que no consiguió reducir. A los 22 años se convirtió por matrimonio en marquesa du Deffand, aunque nunca llegó a querer a su marido y se acabó separando para poder disfrutar de una vida más libre; "no amar en absoluto al marido es una desgracia asaz general", escribió.
Famosa por su belleza, su espíritu audaz y su carácter benévolo, pronto se vio rodeada de aduladores y comenzó a llevar una vida disoluta repleta de aventuras amorosas, e incluso fue introducida en algunas orgías por su primer amante, el regente Felipe de Orleans, con quien estuvo apenas dos semanas. Relacionada con Voltaire y con Charles-Jean-François Hénault, fue una figura distinguida en la fastuosa sociedad francesa de la Regencia.
Pronto abandonó aquella vida desenfrenada que le daba tan mala fama y empezó a interesarse por las artes y las letras del reino y del extranjero. A partir de 1742 comenzó una prolija correspondencia con diversas personalidades del mundo de las artes y de las letras: Horace Walpole (con quien llegó a intercambiar 840 misivas, que se sepa), d’Alembert, Julie de Lespinasse, la duquesa de Luynes y muchos otros. Rumores, comidillas de la corte y retratos de personajes célebres alimentaron sus epístolas, escritas con un espléndido estilo, vivo, mordaz y picante, tal y como eran las conversaciones de salón de su época, que fue, entre todas, la época de la conversación elevada a la categoría de arte. Sainte-Beuve escribió sobre ella: «Mme du Deffand es junto con Voltaire, en la prosa, el estilo clásico más puro de esta época, sin exceptuar a ninguno de los grandes escritores.»
En 1747 se instaló en las estancias anteriormente ocupadas por la que fuera favorita de Luis XIV, Madame de Montespan, en la calle parisina de Saint-Dominique, en el antiguo convento de las Hijas de Saint-Joseph. Allí abrió, a partir de 1749, su célebre salón. Aunque había tertulias todos los días, eran las del lunes las que atraían a toda la élite intelectual, entre la que la inteligencia y las dotes de conversación de Madame du Deffand ejercían una verdadera fascinación. Se levantaba hacia las cinco de la tarde; a las seis recibía a sus invitados para la cena, que podían ser seis o siete o bien veinte o treinta según los días; la cena y la charla duraban hasta las dos de la noche, pero como ella no soportaba irse a la cama, era capaz de quedarse hasta las siete jugando a los dados con Charles Fox, y eso que el juego no le gustaba y por entonces tenía setenta y tres años.
A los 56 años comenzó a sufrir problemas en la vista (que acabaron por dejarla completamente ciega a los 70 años) por lo que eligió a su sobrina Julie de Lespinasse como lectora para suplir sus carencias y como copista de las cartas que dictaba. Posteriormente se separaron de forma brusca, ya que Julie abrió su propio salón y le robó protagonismo.
Amiga de Voltaire, con quien mantuvo estrecha amistad hasta el final de sus días,de d’Alembert, de Fontenelle, de Marivaux, de Sedaine, de Helvétius, del arquitecto Soufflot, del escultor Falconet, de los pintores Van Loo y Vernet, su salón atrajo a los mayores intelectuales y artistas de la época.
Falleció el 23 de agosto de 1780 en París, dejando un importantísimo legado en forma de correspondencia, representativa del espíritu de la Ilustración francesa.

## Obras
- Cher Voltaire, Éditions des femmes, 1987.
- Correspondance complète de la marquise du Deffand avec ses amis le président Hénault, Montesquieu, d'Alembert, Voltaire, Horace Walpole : classée dans l’ordre chronologique et sans suppressions, augmentée des lettres inédites au chevalier de L’Isle, précédée d’une histoire de sa vie, de son salon, de ses amis, suivie de ses œuvres diverses, et éclairée de nombreuses notes], Genève, Slatkine Reprints, 1989.
- Lettres inédites de Madame du Deffand à sa famille (1724-1780), présentées par Pierre E. Richard, éditions Michel de Maule, Paris, 2007.
- Correspondance croisée avec la duchesse de Choiseul et l'abbé Barthélemy, augmentée de très nombreux inédits, recueillie, présentée et annotée par Pierre E. Richard. Nîmes 2011.
- Encore trois lettres inédites de Mme du Deffand... recueillies, présentées et annotées par P. E. Richard, Nîmes, 2011. édition hors commerce.
- Mme du Deffand et Julie de Lespinasse. Lettres et papiers de famille recueillis, présentés et annotés par Pierre E. Richard. à Nîmes. Ed. Nombre 2013.
- D'Eros à Agape où les correspondances de Mme du Deffand avec Horace Walpole, présenté et annoté par Olivier Deshayes. L'Harmattan, 2011.